# اودا ناگاتوشی
اودا ناگاتوشی (به ژاپنی: 織田長利) (تولد نامشخص-مرگ  ۲۱ ژوئیه، ۱۵۸۲) یک سامورایی در دوره سنگوکو و برادر کوچکتر اودا نوبوناگا بود.

## خانواده
- پدر: اودا نوبوهیده (۱۵۱۰–۱۵۵۱)
- برادران
  - اودا نوبوهیرو (مرگ ۱۵۷۴)
  - اودا نوبوناگا (۱۵۸۲–۱۵۳۴)
  - اودا نوبویوکی (۱۵۵۷–۱۵۳۶)
  - اودا نوبوهارو (۱۵۷۰–۱۵۴۵)
  - اودا ناگاماسو (۱۶۲۲–۱۵۴۸)
  - اودا نوبوکانه (۱۵۴۸–۱۶۱۴)
  - اودا نوبوتوکی (مرگ ۱۵۵۶)
  - اودا نوبواوکی (مرگ ۱۵۷۰)
  - اودا هیده‌تاکا (مرگ ۱۵۵۵)
  - اودا هیده‌ناری (مرگ ۱۵۷۴)
  - اودا نوبوترو
- خواهران:
  - اوایچی (۱۵۸۳–۱۵۴۷)، همسر اول آزای ناگاماسا، همسر دوم شیباتا کاتسوایه
  - اواینو (مرگ ۱۵۸۲)، همسر اول ساجی نوبوکاتا، همسر دوم هوسوکاوا آکیموتو